# Frédéric de Zollern
Frédéric de Zollern (né avant 1325, mort avant le 21 février 1368) est le trente-deuxième évêque de Ratisbonne et prince-évêque de la principauté épiscopale de Ratisbonne de 1340 à 1365.

## Famille
Friedrich von Zollern vient de la maison de Zollern, les burgraves de Nuremberg. Ses parents sont Frédéric IV et Marguerite de Carinthie. Le père de Marguerite est Albert de Carinthie (mort en 1292). Tandis que son frère Jean succède à son père comme burgrave, son frère Berthold devient évêque d'Eichstätt. Cela donne lieu à une augmentation significative de l'influence au sud du burgraviat.

## Biographie
Frédéric de Zollern est prévôt de l'abbaye Saint-Gumbert d'Ansbach. Le choix du successeur de l'évêque Nicolas d'Ybbs conduit à un schisme. La majorité du chapitre de la cathédrale opte pour Frédéric de Zollern, une minorité pour Henri III de Stein (de) et une autre minorité pour Hiltpolt de Haimberg, qui immédiatement démissionne volontairement.
Tandis que Frédéric de Zollern peut compter sur le soutien du concile de Ratisbonne et du pape Benoît XII, Henri III est contre-évêque (de), car l'empereur Louis de Bavière et la majorité des ministériels sont derrière lui. Dans les années qui suivent, les deux évêques tentent d'exercer une influence dans l'évêché et sont tentés de contracter des dettes et des gages partout où ils trouvent des partenaires convenables. Par exemple Donaustauf est mis en gage par Frédéric, tandis que Henri III réussit à prendre le château, cependant il est prisonnier, mais il est racheté avec l'aide de l'empereur. Par précaution, l'abbaye de Weltenbourg fait confirmer ses droits par les deux évêques. La principauté épiscopale est ainsi ruinée financièrement. Finalement, Henri III renonce en 1345 et se retire à Eichstätt, où il meurt un an plus tard. L'empereur ne nomme pas de nouveau contre-évêque, il accepte Frédéric de Zollern.
La vente du château de Donaustauf à l'empereur Charles IV, qui, en tant que roi de Bohême, veut consolider sa position en Bavière, provoque un tollé au sein du chapitre de la cathédrale. Néanmoins le château reste comme son gage.
En 1349, la peste fait rage dans le diocèse, ce qui entraîne la mort complète de la population dans les petits villages.